# 1755년 메크네스 지진
1755년 메크네스 지진은 1755년 11월 27일 모로코 내륙에서 일어난 지진이다. 지진의 모멘트 규모는 Mw6.5-7.0 가량으로 추정된다. 이 지진으로 메크네스와 페스가 황폐화되었으며 15,000명 이상이 사망했다.

## 지질학적 구조
유라시아판과 아프리카판의 판 경계는 아조레스 삼중합점에서 지브롤터호까지 이어지는 아조레스-지브롤터 변환단층(글로리아 단층대)로 이루어져 있다. 지브롤터호와 알보란해 지역의 판 경계는 명확하게 선으로 긋기 힘들고 넓은 범위의 지진대가 분포하고 있다. 아프리카판과 유라시아판은 남북에서 북북서-남남동 방향으로 수렴하고 있다. 두 판이 수렴하며 리프 지방의 산맥을 따라 융기 현상이 일어나고 충상단층도 발견된다.

## 지진
메크네스 지진은 11월 1일 대서양 외해에서 발생한 거대한 지진이 리스본을 덮친 지 얼마 지나지 않아 발생했다. 일부 역사서에서는 이를 1755년 리스본 지진의 여진으로 잘못 표기하거나, 지진 발생 날짜를 11월 18일로 잘못 표기하기도 했다. 아랍어 문헌에 따르면 이 지진은 11월 27일 발생했으며 메크네스와 페스 지역에 가장 큰 피해가 있었다. 지진으로 지반 파열도 일어났다고 보고되었으나 명확하게 기록되지 않아 확인하기 힘들다.
2017년 현장 조사에 따르면 남부 리프 지방을 따라 약 150 km 길이의 지표면 파열이 관측되었다. 지표면상의 단층에 따르면 지진의 단층은 좌수향 주향이동단층 요소가 약간 있는 스러스트 단층으로 확인되었다. 단층은 일종의 분리단층(listric) 형태로 기반암에는 데콜망이 있는데 이 단층은 단층 경사가 지표면상에는 60°에 달했고, 깊은 곳에서는 35°까지 줄어들었다. 단층의 이동 속도는 홀로세 평균 3.5 ± 1 mm/year이다. 이 단층은 아프리카판과 리프 지방 사이 수렴 경계에 해당한다. 단층에서 일어난 마지막 지진으로 거의 0.9–1.7 m가 움직였으며, 이를 통해 추산한 단층 파열 길이는 약 30 km로 이는 모멘트 규모 M6.5-7.0에 해당하는 크기이다. 메크네스 지진은 1755년 리스본 지진의 여진으로 취급되진 않지만, 리스본 지진으로 지진 응력이 변화해 발생한 일종의 유발지진으로 추정된다.

## 피해

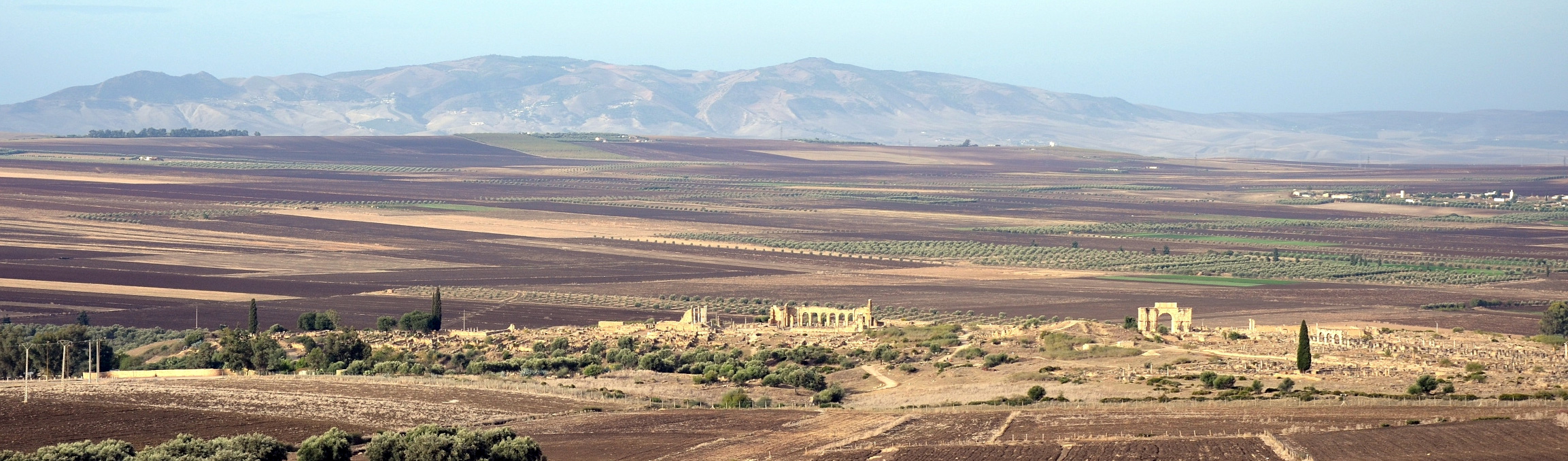
볼루빌리스 지역의 파노라마 사진.

메크네스 지진으로 메크네스와 페스 도시가 황폐화되었다. 이후 수 개월간 강한 여진이 이어졌다. 메크네스에서는 남아 있는 건물이 몇 채 없었으며 도시 전체가 초토화되었다. 도시에 거주했던 유대인 16,000명 중 지진 이후 생존한 사람이 8천명 뿐이었다. 이 외에도 무슬림 4천명 이상이 사망했다. 페스에서는 지진으로 3천명이 사망했다. 지진으로 로마 시기 건축되었던 유적인 볼루빌리스도 큰 피해를 입었다. 볼루빌리스에서 수 km 남쪽에 있는 물라이 이드리스 제르훈에서는 큰 산사태가 발생해 피해를 입었다. 지표면 파열 기록을 통해 지질학자들은 이 지진이 강하긴 했으나 광범위한 영향은 주지 못했고 국지적인 피해를 입혔다고 추산했다. 지표면 파열로 보았을 땐 페스와 메크네스의 북부에 있는 제벨제르훈과 제벨잘라흐에 있는 동서 방향 단층에서 일어난 지진으로 추정된다.

## 같이 보기
- 모로코의 지진
- 역사지진 목록

## 참고 문헌
- Habibou, E.H.; Bouya, N.; El-Ouardi, H.; Mercier, E. (2012). “Ramp folds and fracturing in the Southern Rifian Ridges between autochthonous Atlasic domain and allochthonous formations of the Rif Cordillera (Northern Morocco)” (PDF). 《Mineralia Slovaca》 44: 65–70. ISSN 1338-3523.